# Distillerie Jean Chatel
La distillerie Jean Chatel est une distillerie française installée à Sainte-Marie de La Réunion. Fondée en 1907 par Jean Chatel rue Juliette-Dodu à Saint-Denis, elle produit des rhums aromatisés, punchs, spiritueux, liqueurs, rhum arrangés et autres cocktails apéritifs. Elle est également propriétaire du Rhum Charrette, marque rachetée en 2013 à la holding de La Martiniquaise à la suite de l'acquisition par cette dernière en 2011 du Groupe Quartier Français auprès de Tereos.